# Сивашская улица (Москва)
Сива́шская у́лица (до 1984 года — 3-я ли́ния Варша́вского шоссе́) — улица в Юго-Западном административном округе города Москвы на территории района Зюзино. Расположена между Симферопольским бульваром и Одесской улицей. В середине улицу пересекает Азовская улица. Нумерация домов ведётся от Симферопольского бульвара.

## Происхождение названия
Прежнее название — улица 3-я линия Варшавского шоссе. Своё нынешнее название улица получила в 1984 году по заливу Сиваш Азовского моря, где проходили военные действия во время Гражданской войны. На юге и юго-западе Москвы расположено много улиц, носящих названия по географическим объектам юга России и Украины.

## История
Улица находится в районе, который назывался «Посёлок ЗИЛ». Улица начинается от оврага, где течёт речка Котловка, и заканчивается у Дома культуры ЗИЛ, ныне Досугового центра района Зюзино — там она упирается в Симферопольский бульвар.
Позже улица 3-я линия была переименована в Сивашскую.

## Здания и сооружения
По нечётной стороне:
- Дом № 3 — аптека «Лавка жизни»;
- ГУП МОСОБЛГАЗ;
- Дом № 5 — почтовое отделение 117149; ИФНС РФ № 28 по г. Москве;
- Дом № 7 — ТУСАР АКБ;
- Дом № 29 — ГСК № 16.

По чётной стороне:
- Дом № 2 корпус 1 — средняя школа № 5;
- Дом № 2А — ООО «Альтоника»;
- Дом № 4 корпус 1 — юридический центр «ТИАН»;
- Дом № 4 корпус 2 — ВНИИ автоматизации управления в непромышленной сфере.

## Транспорт

### Метро
В середине расположена станция метро «Нахимовский проспект».

### Наземный общественный транспорт
По улице маршруты наземного городского транспорта не проходят. В конце улицы её пересекают трамваи 1, 3, 16; автобус н8. В начале улицы её пересекает автобус с918.